# 폴라 X
폴라 X(Pola X)는 프랑스에서 제작된 레오 까락스 감독의 1999년 드라마 영화이다. 기욤 드빠르디유 등이 주연으로 출연하였고 브루노 페서리 등이 제작에 참여하였다.

## 출연

### 주연
- 기욤 드빠르디유
- 예카테리나 고루베바
- 까뜨린느 드뇌브
- 델핀 쉬로

### 조연
- 로랑 뤼카스
- 파타슈

## 제작진
- 공동제작: 칼 바움가트너
- 공동제작: 루스 발드뷔르제
- 의상: 에스더 왈즈